# العشة (الحد)

تعديل مصدري - تعديل

العشة هي إحدى قرى عزلة الحد بمديرية الحد التابعة لمحافظة لحج، بلغ تعداد سكانها 231 نسمة حسب تعداد اليمن لعام 2004.